# Coasta (gmina Păușești-Măglași)
Coasta – wieś w Rumunii, w okręgu Vâlcea, w gminie Păușești-Măglași. W 2011 roku liczyła 687 mieszkańców.